# 8457 Billgolisch
A 8457 Billgolisch (ideiglenes jelöléssel (8457) 1981 EO8) a Naprendszer kisbolygóövében található aszteroida. Schelte J. Bus fedezte fel 1981. március 1-jén.